# Philoliche taprobanes
Philoliche taprobanes är en tvåvingeart som först beskrevs av Walker 1854.  Philoliche taprobanes ingår i släktet Philoliche och familjen bromsar. Inga underarter finns listade.